# Hallen (Bollnäs)
Hallen is een plaats in de gemeente Bollnäs in het landschap Hälsingland en de provincie Gävleborgs län in Zweden. De plaats heeft 167 inwoners (2005) en een oppervlakte van 61 hectare.